# Dieter Lösgen
Dieter Lösgen (* 14. August 1942 in Metz, Lothringen) ist Jiu-Jitsu-Lehrer und Bundestrainer im Deutschen Jiu Jitsu Bund (DJJB). Er ist Gründungsmitglied und ehemaliger Präsident der Korporation Internationaler Danträger (KID) und des DJJB. Außerdem war Lösgen Repräsentant der Bundesrepublik Deutschland im Jiu-Jitsu-Weltverband United Nations of Ju-Jitsu (UNJJ). Hauptberuflich war Dieter Lösgen Physiotherapeut und Heilpraktiker mit eigener Praxis in Essen.
1960 war Dieter Lösgen Gründungsmitglied des Judo- und Jiu-Jitsu-Vereines Bushido Mülheim, 1972 weiteres Gründungsmitglied der KID und 1975 Gründungsmitglied des DJJB. Seine Ernennung zum Bundestrainer des DJJB erfolgte im Jahr 1980; 1986 war er Gründer des Jiu-Jitsu-Vereines TBF Bushido Frintrop/Essen Von 1985 bis 2018 war er Präsident der KID und des DJJB, sowie von 1992 bis 2018 der Repräsentant für Deutschland in der UNJJ. 2018 übergab er die Präsidentschaft von DJJB und KID an Josef Djakovic und wurde jeweils zum Ehrenpräsident ernannt.

## Werdegang
Dieter Lösgen wurde 1942 als Sohn des Roland Lösgen (1905–1977) und dessen Frau Auguste geb. Warm (* 23. Juni 1913; † 11. Januar 2006) in Metz/Lothringen geboren. Er begann als Zehnjähriger 1953 unter Hans-Gert Niederstein mit dem Judo-Training im TUS 87 Alstaden in Oberhausen und ab 1956 zusätzlich mit dem Jiu-Jitsu-Training. Viele Demonstrationen im Jiu Jitsu mit Niederstein folgten im Großraum Oberhausen in den Jahren 1957 bis 1959.
1960 erlangte Dieter Lösgen den 1. Dan im Judo; im selben Jahr trat er als eines der Gründungsmitglieder dem neu gegründeten Verein Bushido Mülheim bei, dem er bis 1965 als Mitglied der erfolgreichen Judo-Kampfmannschaft angehörte. Einen der ersten Selbstverteidigungs-Lehrfilme drehte er mit Hans-Gert Niederstein im Jahr 1961.
Den 18-monatigen Militärdienst absolvierte Lösgen von 1965 bis 1966 im Taktischen Luftwaffengeschwader 71 „Richthofen“ in Wittmund. Dort belegte er erste und zweite Plätze bei den Militärmeisterschaften im Weltergewicht-Judo. Den vierten Platz bei den Deutschen Judo-Einzelmeisterschaften belegte er ebenfalls 1965. Im selben Jahr wurde er zu den Vorbereitungslehrgängen für die Militärweltmeisterschaft eingeladen – verletzungsbedingt konnte Lösgen an der Meisterschaft jedoch nicht teilnehmen.
| Graduierung | Prüfungsjahr | Bemerkung |
| ----------- | ------------ | --- |
| 01. Dan     | 1968         | |
| 02. Dan     | 1969         | |
| 03. Dan     | 1970         | |
| 04. Dan     | 1972         | Prüfung wurde durch Erich Rahn in Berlin abgenommen                                                                                              |
| 05. Dan     | 1975         | Prüfung wurde durch Erich Rahn und Robert Tobler in Berlin abgenommen                                                                            |
| 06. Dan     | 1977         | nach freiwilliger Prüfungsdemonstration – von Robert Tobler in der Schweiz überreicht                                                            |
| 07. Dan     | 1979         | nach freiwilliger Prüfungsdemonstration – von Robert Tobler in der Schweiz überreicht                                                            |
| 08. Dan     | 1983         | in Mülheim an der Ruhr durch Hans-Gert Niederstein verliehen                                                                                     |
| 09. Dan     | 1985         | testamentarisch durch seinen verstorbenen Meister und Lehrer Niederstein ausgezeichnet                                                           |
| 10. Dan     | 1996         | zusammen mit dem Ehrentitel „Hanshi“ von der United Nations of Ju-Jitsu und der Internationalen Assoziation für asiatische Kampfkünste verliehen |

## Tätigkeit als Lehrer
Im Jahr 1968 beendete Dieter Lösgen den Wettkampfsport im Judo und widmete sich ganz seiner Hauptdisziplin, dem Jiu Jitsu. In den folgenden Jahren folgten mehrere Stationen als Lehrer in Nordrhein-Westfalen. Seit 1970 ist er ständiges Mitglied im „Dan-Kollegium“, der Dan-Prüfungskommission der KID bzw. des DJJB.
In den Jahren 1978 bis 1980 wurde er zum Landesleiter des „Landesverbandes Nordrhein-Westfalen“, zum stellvertretenden Präsidenten des DJJB und der KID und zum Bundestrainer des DJJB ernannt.
Mit dem Tod von Hans-Gert Niederstein am 12. November 1985 übernahm Dieter Lösgen die Nachfolge als Präsident der KID und des DJJB und erfüllte damit den testamentarischen Wunsch seines Lehrers.
1986 gründete Dieter Lösgen die Abteilung TBF Bushido Frintrop im Turnerbund Essen-Frintrop 1903 in Essen, wobei er bis 1993 noch parallel im Bushido Mülheim lehrte.
Dieter Lösgen war als Trainingspartner von Niederstein auf nationalen und internationalen Lehrgängen und macht sich seit den 1990er Jahren auf der Tatami in der ganzen Welt einen ausgezeichneten Namen im Jiu Jitsu – dabei haben ihm besonderes seine Arm- und Handhebel den Spitznamen Mister Pain (zu deutsch: „Herr Schmerz“) eingebracht.

## Preise und Ehrungen
- „Erich-Rahn-Gedenkmedaille“, 1976
- Ernennung zum „Samurai“ (höchste Auszeichnung im KID und dem DJJB), 1980
- „10. Dan Jiu Jitsu“ sowie der Ehrentitel „Hanshi“, 1996
- „Ehrenmitglied des Turnerbundes Essen-Frintrop 1903“, 2009
- „Verdienstkreuz 1. Klasse“ (Verdienstorden der Bundesrepublik Deutschland), überreicht durch Ute Schäfer, 2012